# Prsni koš
Prsni koš (lat. thorax) koštano je hrskavični kavez koji sadrži i štiti središnje organe dišnog i krvožilnog sustava. Oblikom je čunjast (uski vrh i široko dno), te dulji straga nego sprijeda. Zbog prodora kralježaka u prsnu šupljinu (cavum thoracis), poprječno pokazuje bubrežasti presijek.

## Granice prsnog koša
Stražnju stranu (facies posterior) prsnoga koša oblikuje 12 prsnih kralježaka i stražnji krajevi rebara. Konveksna je odozgo prema dolje i zatvara po jedan duboki utor sa svake strane središnje crte. Utor nastaje zbog posterolateralnog smjera pružanja svakog rebra od kralješka prema rebrenom kutu.
Prednja strana (facies anterior) koju čine prsna kost i rebrene hrskavice je ravna ili blago konveksna, i nagnuta odozgo prema dolje i naprijed.
Bočne strane (facies laterales) su konvkesne i u potpunosti ih oblikuju rebra međusobno odijeljena s 11 međurebrenih prostora koji su ispunjeni međurebrenim mišićima i vezivom.	
Gornji otvor prsnog koša (apertura thoracis superior) je bubrežast tj. širi postrance nego u sredini. Straga ga omeđuje prvi prsni kralježak, sprijeda gornji rub prsne kosti, sa svake strane po jedno prvo rebro. Nagnut je prema dolje i naprijed tako da je anteriorni dio otvora na nižoj razini od posteriornog. Antero-posteriorni dijametar gornjeg otvora iznosi oko 5 cm, a transverzalni oko 10 cm.
Donji otvor (apertura thoracis inferior) sa stražnje strane omeđuje 12. prsni kralježak, bočno 11. i 12. rebro, a sprijeda hrskavice 10., 9., 8. i 7. rebra koje se spuštaju s obiju strana i s vrhom ksifoidnog nastavka oblikuju rebreni kut (arcus costalis). Donji je otvor poprječno širi nego u sredini i spušta se koso natrag. Zatvara ga ošit koja predstavlja dno prsnog koša.
Prsni koš žene razlikuje se od prsnog koša muškarca u sljedećem:
1. manji volumen
2. kraća prsna kost
3. gornja granica prsne kosti je na razini donjeg ruba T3 kralješka (u muškarca T2)
4. gornja rebra su pokretnija, pa omogućavaju veću ekspanziju gornjeg dijela prsnog koša

## Vanjske poveznice
|  | Zajednički poslužitelj ima još gradiva o temi Prsni koš |

Ovaj je članak vjerno prenesen iz XX. izdanja Anatomije ljudskog tijela Henryja Graya koje je u javnom vlasništvu. Iako je prilagođen službenom anatomskom nazivlju, budući da se radi o izdanju iz 1918., zastarjeli podaci nisu isključeni. Slobodno ispravite svaku netočnost na koju naiđete.